# Bia (rivière)
Pour les articles homonymes, voir Bia.
La Bia est un fleuve d'Afrique de l'Ouest qui traverse le Ghana et la Côte d'Ivoire. 

## Géographie
Elle prend sa source à l'ouest de Sunyani au Ghana où se situent les 2/3 des 300 km de son cours. Elle se jette dans l'océan Atlantique par la lagune d'Aby en Côte d'Ivoire.  Son bassin couvre près de 10 000 km²[réf. souhaitée].

La Bia en Côte d'Ivoire vers 1905-1910
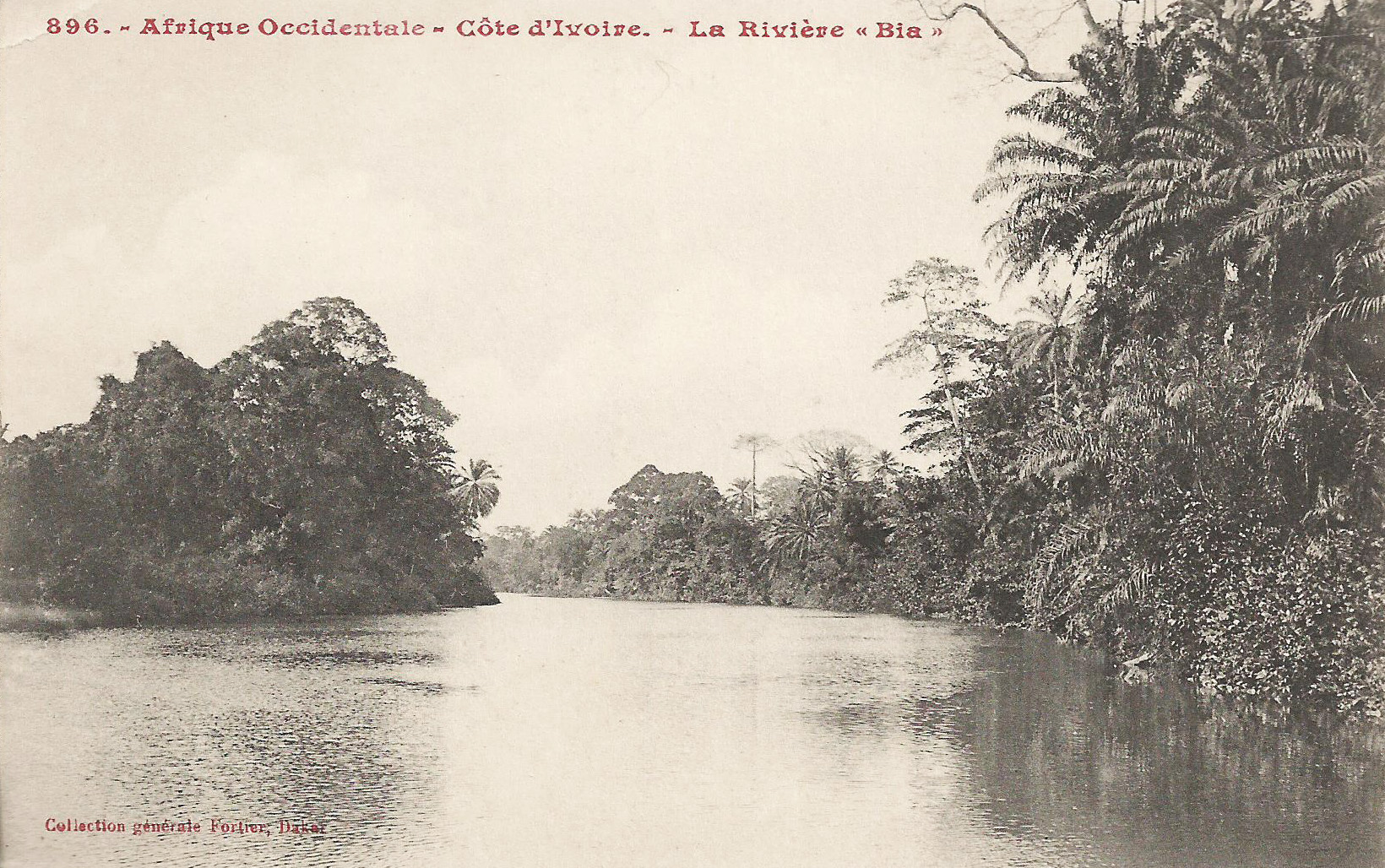
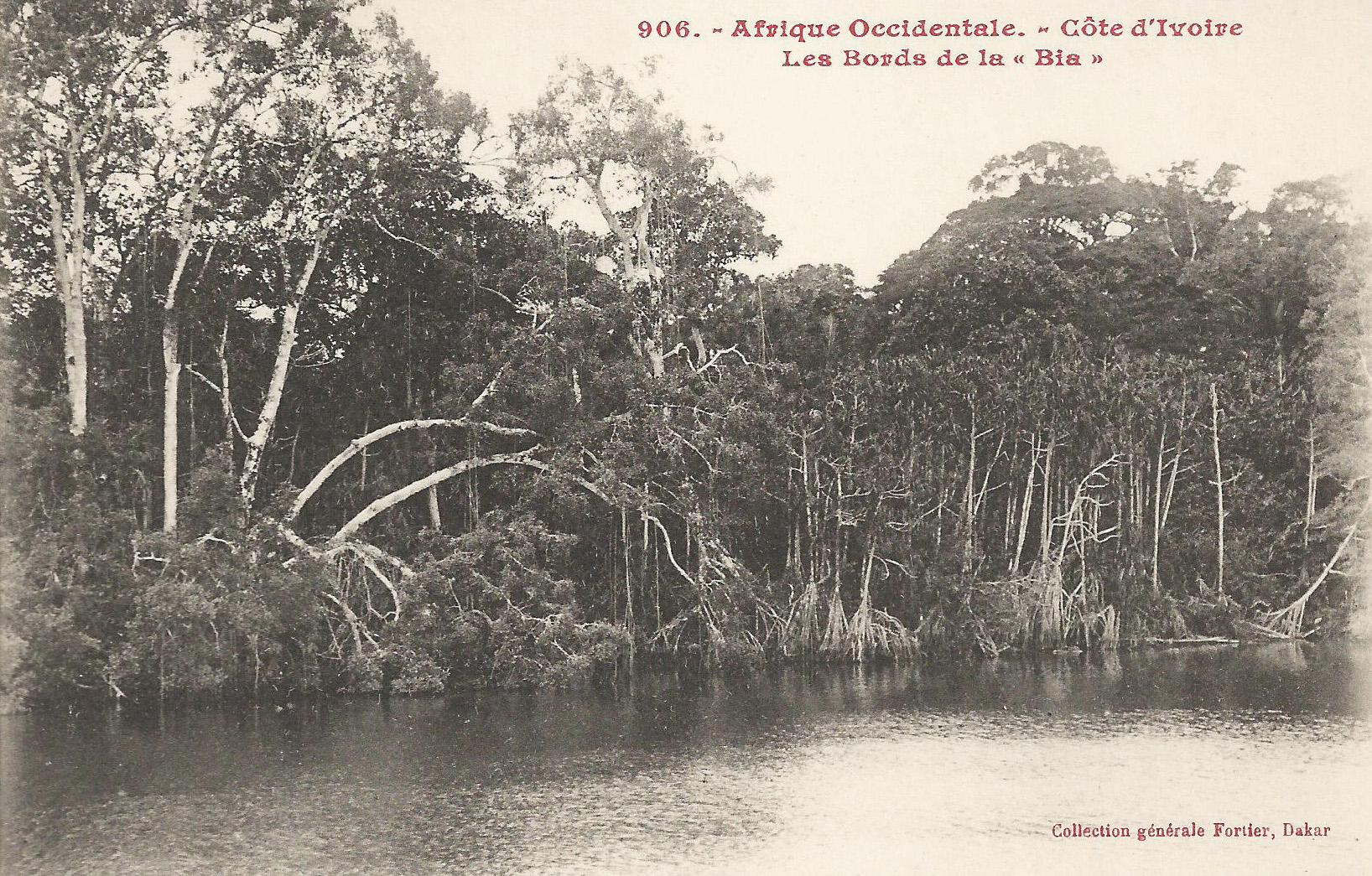
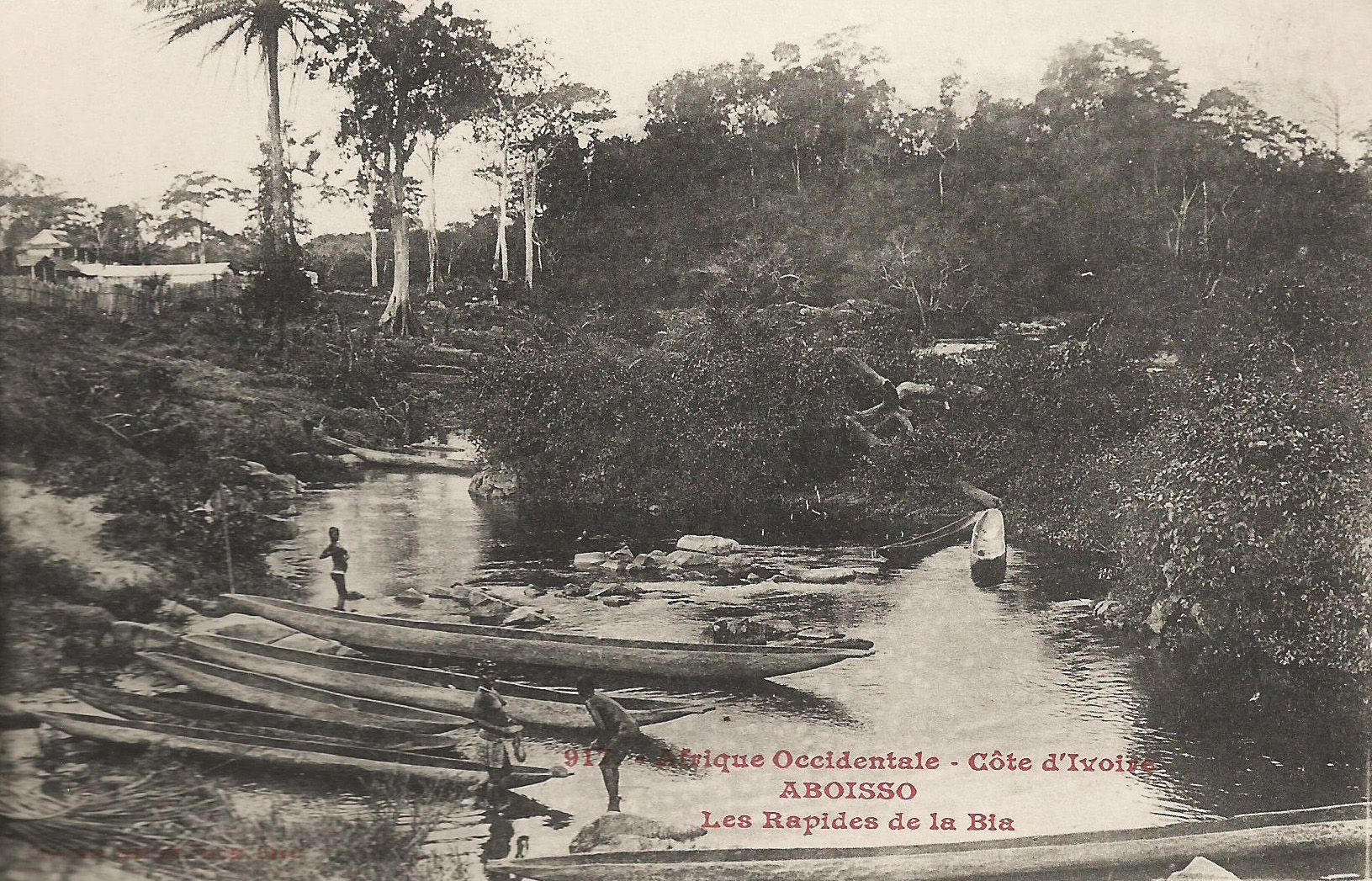

En 1959, un barrage fut construit sur son cours à Ayamé, créant un lac artificiel, le lac d'Ayamé.

## Affluents

### En rive droite
La Sogan au nord Bianouan, les rivières Temin, Abroussué et Soumié.

### En rive gauche
Les rivières Ambroran à Ketesso, Koun, Alouba dans la sous-préfecture de Yaou et N’djoma dans la sous-préfecture d’Aboisso.